# 14469 Komatsuataka
A 14469 Komatsuataka (korábbi nevén 1993 RK) a Naprendszer kisbolygóövében található aszteroida. K. Endate és K. Watanabe fedezte fel 1993. szeptember 12-én.
A bolygót egy Isikava prefektúrában lévő japán városról, Komacuról nevezték el.

## Kapcsolódó szócikk
- Kisbolygók listája (14001–14500)